# Agelena tenuis
Agelena tenuis es una especie de araña del género Agelena, familia Agelenidae. Fue descrita científicamente por Hogg en 1922.

## Distribución
Esta especie se encuentra en Vietnam.